# Thomas McDonell

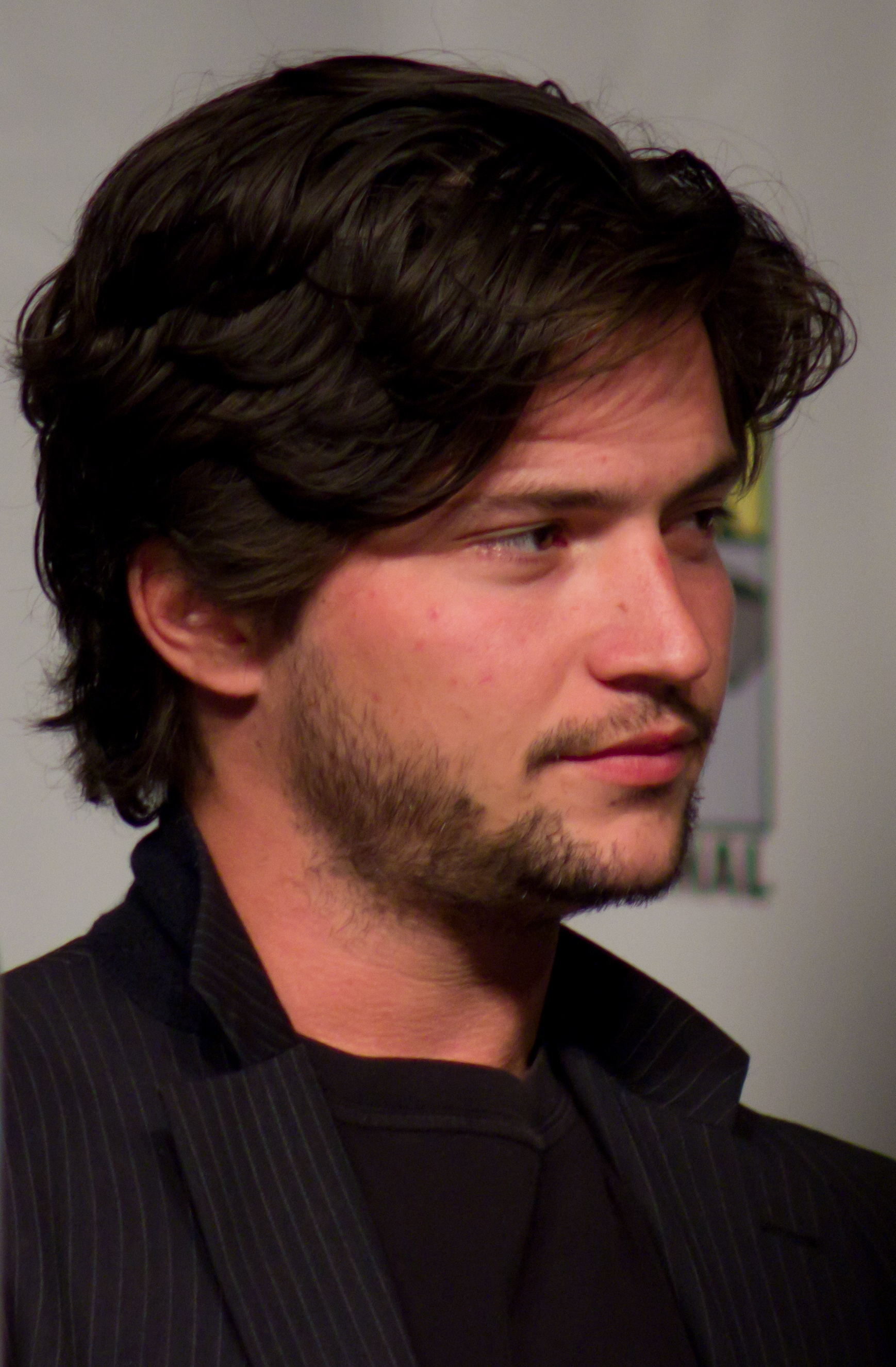
Thomas McDonell auf der San Diego Comic-Con 2013

Thomas Hunter Campbell McDonell (* 2. Mai 1986 in Manhattan, New York) ist ein US-amerikanischer Filmschauspieler und Musiker.

## Leben
McDonell wurde im Mai 1986 in Manhattan, New York, als Sohn von Joanie, einer Schriftstellerin, und Terry McDonell, geschäftsführender Redakteur der Sports Illustrated, geboren. Sein Bruder Nick ist ebenfalls als Schriftsteller tätig.
Als er in Shanghai lebte, nahm er aus einer Laune heraus an einem Casting-Aufruf teil. Er bekam die Rolle des jungen Southie in dem Martial-Arts-Film The Forbidden Kingdom, in dem er an der Seite von Jet Li und Jackie Chan spielte. Da der Film erfolgreich in den Kinos lief, bekam er weitere Rollen. Es folgte eine Gastrolle in Criminal Intent – Verbrechen im Visier. 2010 war er in dem Filmdrama Twelve zu sehen, der auf dem gleichnamigen Roman seines Bruders Nick basierte.  Er spielte 2012 den jungen Barnabas Collins in Dark Shadows. Im selben Jahr war er neben Victoria Justice als deren Schwarm Aaron Riley in Fun Size – Süßes oder Saures zu sehen. Zuvor verkörperte er in dem Walt-Disney-Jugendfilm Prom – Die Nacht deines Lebens die männliche Hauptrolle des Jesse Richter.
2012 erhielt er eine Nebenrolle in der ABC-Comedyserie Suburgatory. Dort war er bis 2013 als Scott Strauss zu sehen. Ab März 2014 verkörpert er die Rolle des Finn Collins in der The-CW-Science-Fiction-Fernsehserie The 100.
Neben der Schauspielerei ist er Sänger und Gitarrist der Band Moon. Außerdem ist er auch als Künstler für mehrere Medien tätig.

## Filmografie (Auswahl)
- 2008: The Forbidden Kingdom
- 2010: Twelve
- 2010: Criminal Intent – Verbrechen im Visier (Law & Order: Criminal Intent, Fernsehserie, Episode 9x03)
- 2011: Prom – Die Nacht deines Lebens (Prom)
- 2012: Dark Shadows
- 2012: Fun Size – Süßes oder Saures (Fun Size)
- 2012–2013: Suburgatory (Fernsehserie, 4 Episoden)
- 2014: Life After Beth
- 2014: The Devil’s Hand
- 2014–2015: The 100 (Fernsehserie, 22 Episoden)
- 2018: Good Girls (Fernsehserie, 1 Episode)